# Кімбая (культура)

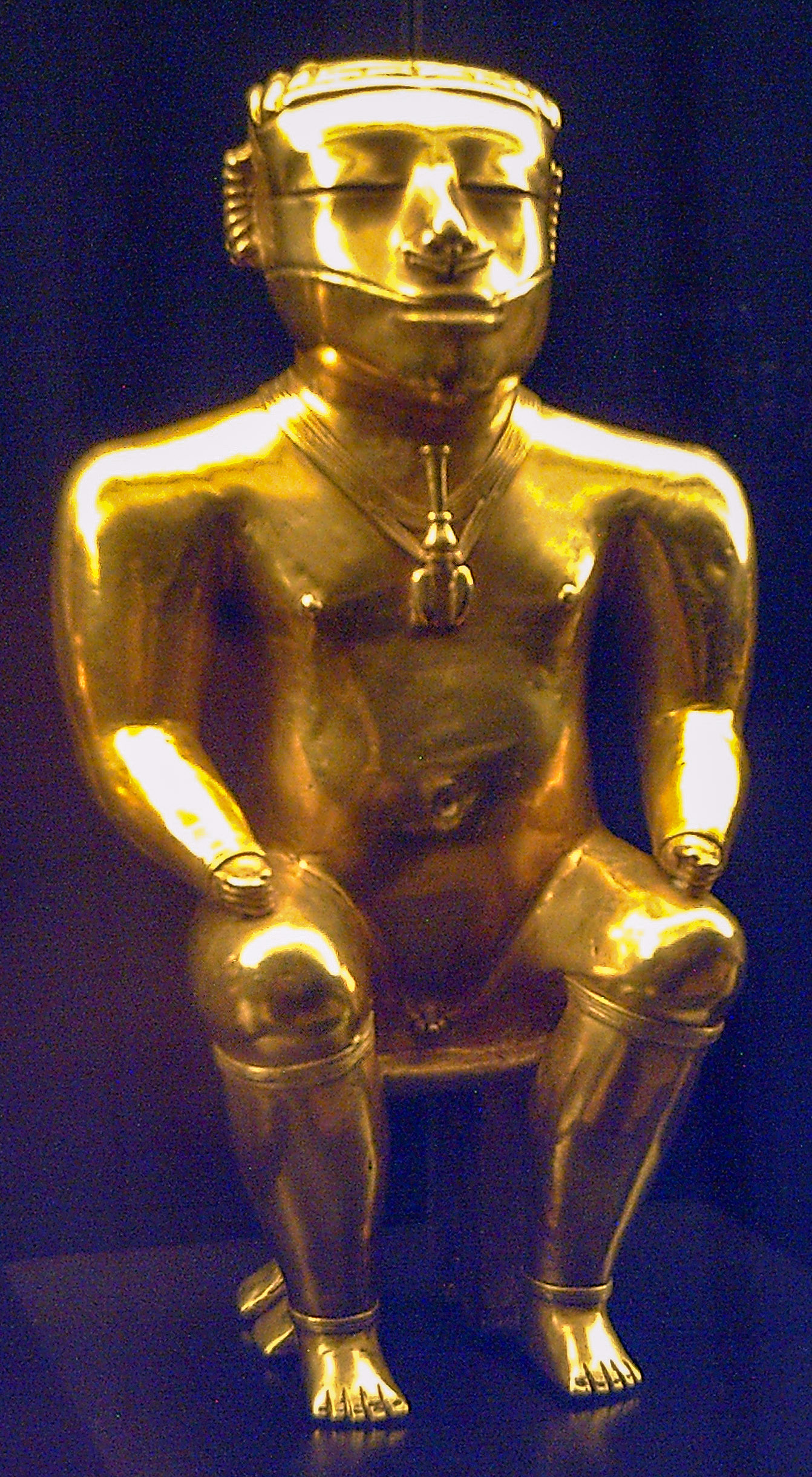
Золота статуетка кимбайского касіка

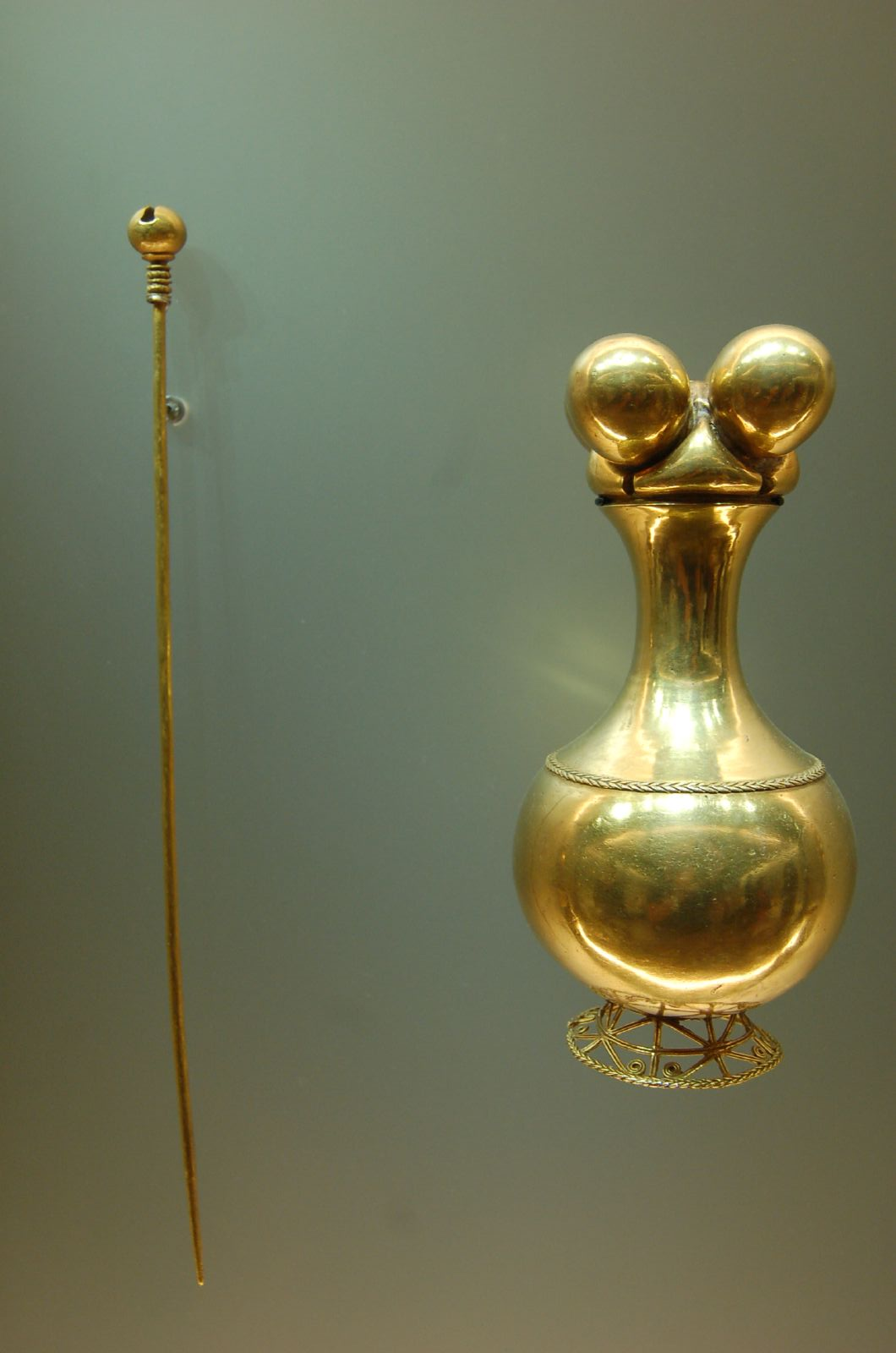
Золотий попоро (посудина для зберігання ритуальної вапна) і маточка, Музей золота, Богота (Колумбія)

Культура Кімбая (ісп. Cultura Quimbaya) — південноамериканська доколумбова цивілізація, відома своїми ювелірними виробами.

## Загальні відомості
Культура Кімбая, одна з південноамериканських доколумбових цивілізацій. Відома, в першу чергу, своїми ювелірними виробами. Більшість цих виробів виготовлені з томпаку, що надає їм довговічність і красиві колірні відтінки.

## Історія
Кімбайці проживали в районі сучасних департаментів Кіндіо, Кальдас і Рисаральда у Колумбії в долині річки Каука. Виникнення їх культури відносять до V ст. до н. е., а її піднесення настало IV—VII століттями. Цей період відомий як кімбайський класичний. Саме до цього періоду відносяться найяскравіші твори ювелірного мистецтва, що зберігаються в цей час в експозиції Музею золота у Боготі. Найчастіше зустрічаються антропоморфні зображення чоловіки і жінки, що сидять з закритими очима і з безтурботним виразом облич. Також нерідко зустрічаються зображення фруктів. Більшість виявлених виробів належать до похоронного начиння і знайдені всередині саркофагу, виконаного з пустотілих деревних стовбурів. Золото являло собою священний метал, свого роду перепустка до загробного життя.

### Артефакти Кімбая

Один з «літальних апаратів» Кімбая

1969 року було звернуто увагу, що деякі з ювелірних фігурок Кімбая мають значну схожість з літальними апаратами. Зусиллями прихильників палеоконтакту і, зокрема, Еріха фон Денікена, ідея «доколумбових літаків» стала настільки популярна, що їх обрали як один із символів Асоціації палеокосмонавтики (англ. Archaeology, Astronautics and SETI Research Association (AAS RA)). Проте, думка наукового співтовариства подібні артефакти відносить до стилізованих зображень птахів, ящірок, амфібій, риб і комах, типових для того регіону.

## Зникнення
Знахідки археологів показують, що напередодні появи європейців відбувався інтенсивний культурний розвиток, склалася розвинена система управління, були професійні групи гончарів, жерців, торговців, ювелірів і військових. Іспанське завоювання почалося 1539 року. Тубільців розподілили по енком'єндам. 1542 року спалахнуло перше повстання кімбая, а 1577-го послідувало друге,. Вони були придушені. Чисельність населення постійно знижувалася, до 1559 зникло 55% вождеств. До цього призводили примусова праця, недоїдання, хвороби та війни між іспанцями і гірським народом піхао (пінао). Останній перепис кімбая, 1628 року, зареєструвала лише 69 данників в області, де було 20 тисяч 1539 року.
Поява європейців призводить до повного знищення культури Кімбая XVII ст.